# Saxifraga fragilis
Saxifraga fragilis es una especie de planta  perteneciente a la familia Saxifragaceae. 

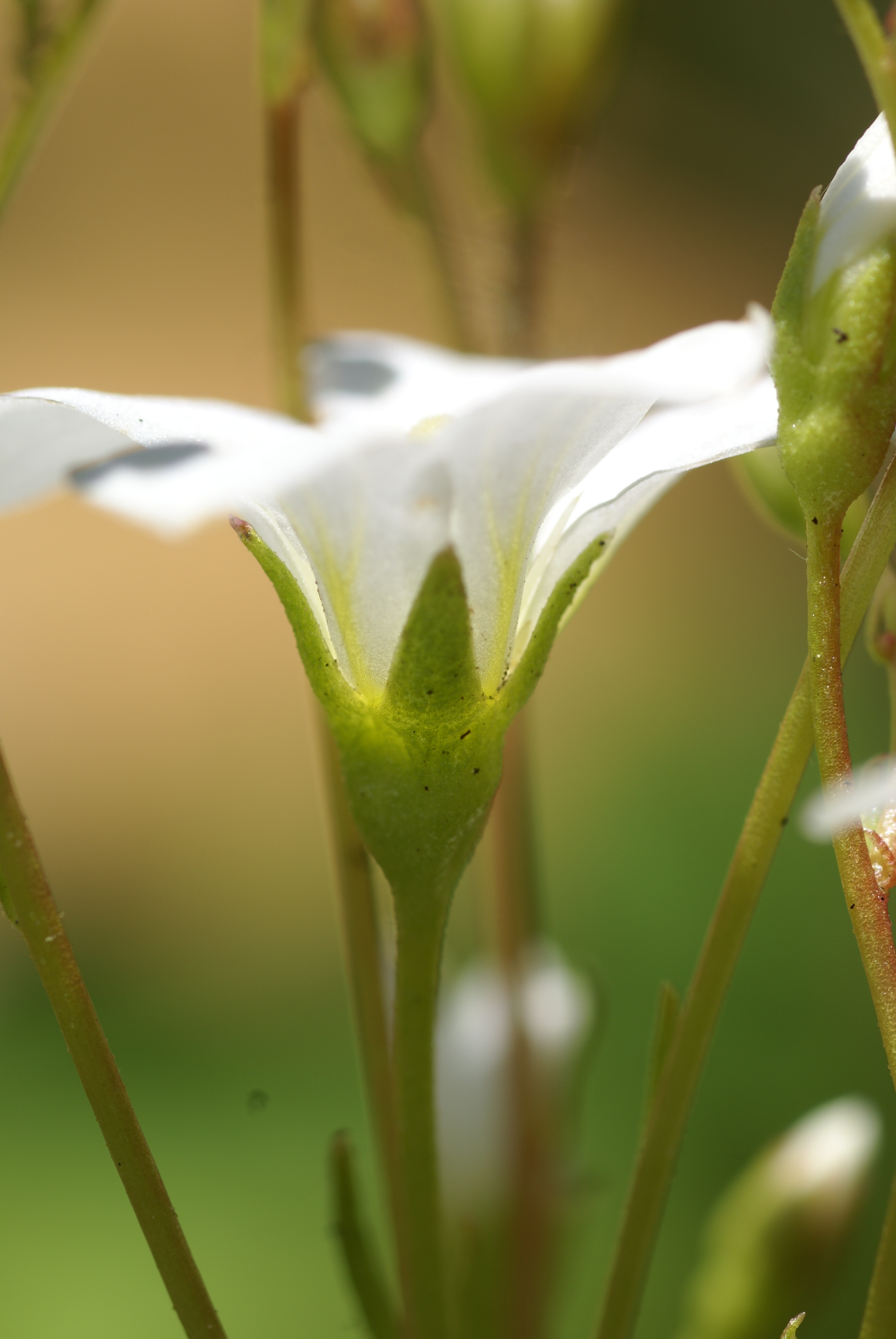
Detalle de la flor

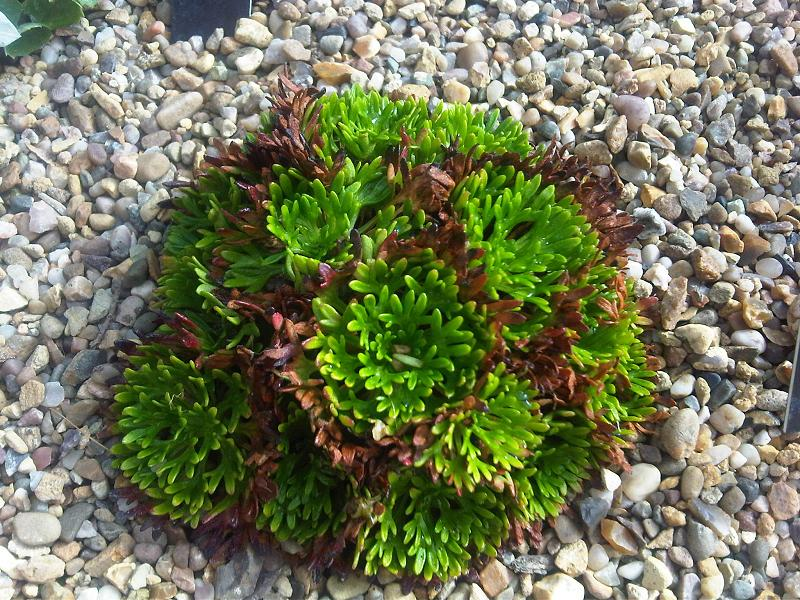
Vista de la planta

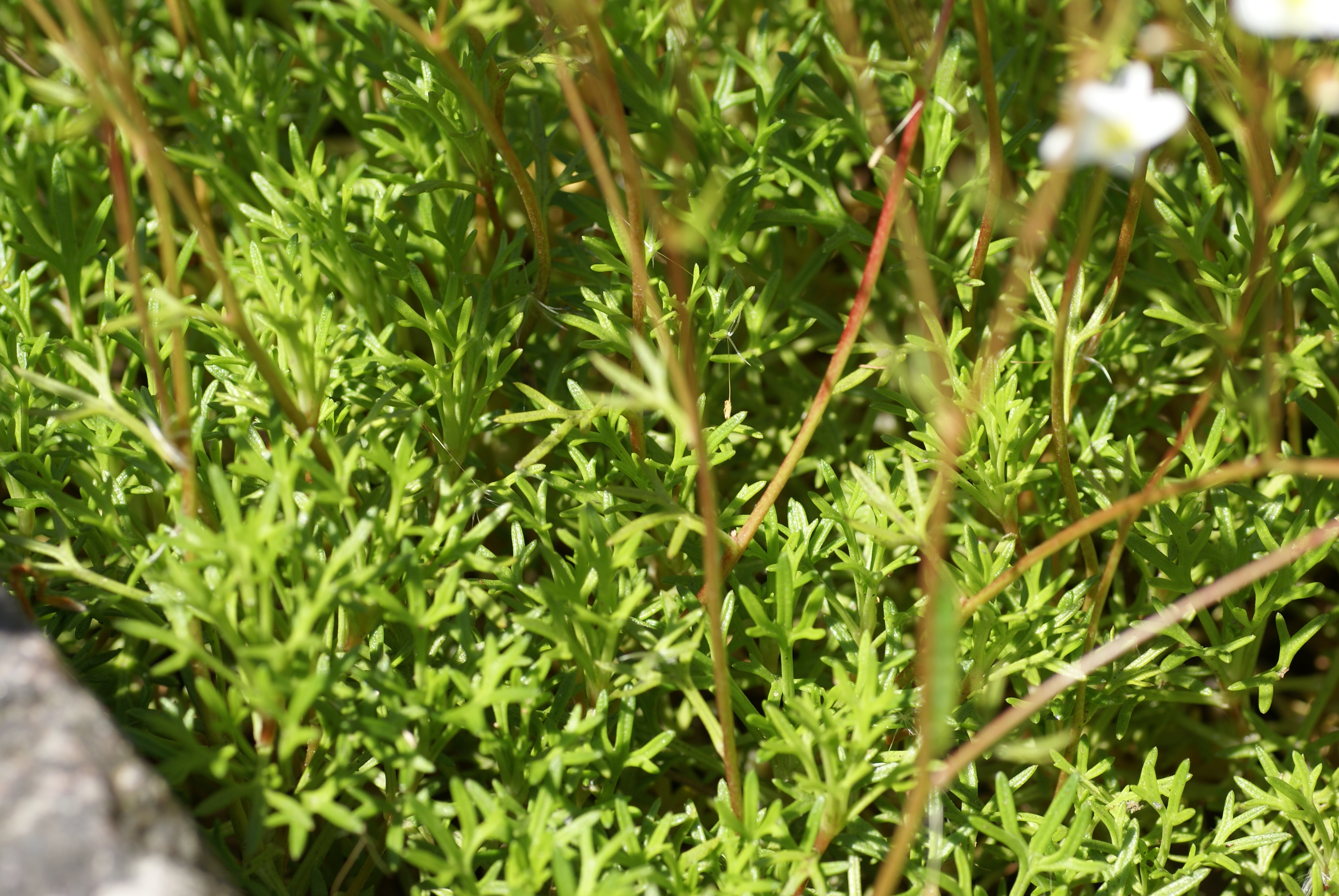
Vista de la planta

## Descripción
Es una planta perenne, laxamente pulvinular, glabra, viscosa, con numerosas glándulas inmersas que le confieren olor balsámico en verano. Tallos floríferos de hasta 25 cm, terminales, erectos. Hojas basales (10)15-40(50) x (4)9-20(25) mm, ± coriáceas, glabras; lámina de contorno entre cuneado-flabelado y circular, de margen ligeramente engrosado, con (3)5-11(19) lóbulos o partes –el central (2)4-13(7) x (0,5)1-1,5(2,5) mm, entero o trífido–, de linear-elípticos a obovados, obtusos o agudos, divergentes, sin surco; pecíolo claramente diferenciado, de longitud por lo general 1-3 veces mayor que la de la lámina, de c. 1 mm de anchura en la parte media, con un surco acanalado longitudinal en el haz; hojas de los tallos floríferos (0)1-2(4), con 1-5(7) lóbulos o partes. Inflorescencia en panícula ovoidea o corimbiforme, con (5)10-15(20) flores; brácteas generalmente divididas en 3 lóbulos o partes; pie de la inflorescencia de longitud 1-4 veces mayor que la de ésta. Hipanto cubierto de glándulas sésiles. Sépalos (1)2-4 mm, de linear-elípticos a linear-ovados, subagudos o agudos. Pétalos (4)6-8(10) x (2)3-4(5) mm, obovado-espatulados, ± imbricados, blancos. Ovario casi ínfero. Fruto globoso –en ocasiones ovoideo–. Semillas 0,4-0,75 x 0,2-0,45 mm, con micropapilas y, a menudo, también macropapilas.

## Distribución
Se encuentran en fisuras de roquedos calizos; a una altitud de 300-2350 metros en la mitad oriental de la península ibérica y el Sur de Francia.

## Taxonomía
Saxifraga fragilis fue descrita por Franz Paula von Schrank y publicado en Pl. Rar. Hort. Monac. t.92 (1821).
Etimología
Saxifraga: nombre genérico que viene del latín saxum, ("piedra") y frangere, ("romper, quebrar"). Estas plantas se llaman así por su capacidad, según los antiguos, de romper las piedras con sus fuertes raíces. Así lo afirmaba Plinio, por ejemplo.
fragilis: epíteto latino que significa "frágil".
Sinonimia
- Saxifraga corbariensis Timb.-Lagr.
- Saxifraga cuneata subsp. corbariensis (Timb.-Lagr.) Mateo & M.B.Crespo
- Saxifraga cuneata var. corbariensis (Timb.-Lagr.) O.Bolòs, Vigo, Masalles & Ninot[4]

subsp. paniculata (Pau) Muñoz Garm. & P.Vargas
- Saxifraga corbariensis subsp. valentina (Willk. ex Hervier) Rivas Goday & Borja
- Saxifraga paniculata Cav.
- Saxifraga trifurcata subsp. paniculata Pau
- Saxifraga valentina Willk. ex Hervier

Híbrido
- Saxifraga x recoderi

## Nombre común
- bálsamo, consolda, consuelda, consuenda, convelda, hierba pegajosa, mermasangre.[5]